# NGC 7124
NGC 7124 é uma galáxia espiral barrada (SBbc) localizada na direcção da constelação de Indus. Possui uma declinação de -50° 33' 56" e uma ascensão recta de 21 horas, 48 minutos e 05,3 segundos.
A galáxia NGC 7124 foi descoberta em 8 de Julho de 1834 por John Herschel.